# فوقس سلفيتي
الفوقس السلفيتي (الاسم العلمي: Silvetia) هو جنس من الطلائعيات يتبع فصيلة الفوقسية من رتبة الفوقسيات.

## أنواع
هناك ثلاثة أنواع من الفوقس السلفيتي هم:
- فوقس أتيبي (الاسم العلمي: Silvetia siliquosa)
- فوقس بابنغتوني (الاسم العلمي: Silvetia babingtonii)
- فوقس مضغوط (الاسم العلمي: Silvetia compressa)